# Lijst van Nederlandse deelnemers aan de Olympische Zomerspelen van 2000
Dit is een lijst van Nederlandse deelnemers aan de Olympische Zomerspelen van 2000 in Sydney.
| Olympiër                       | Sport        | Onderdeel                                                                                                   | Ervaring  |
| ------------------------------ | ------------ | --- | --------- |
| Pepijn Aardewijn               | roeien       | lichte dubbeltwee                                                                                           | 2e Spelen |
| Stefan Aartsen                 | zwemmen      | 100 m vlinderslag 200 m vlinderslag                                                                         | 2e Spelen |
| Sharnol Adriana                | honkbal      | herenteam                                                                                                   | debutant  |
| Wietse van Alten               | boogschieten | 70 m FITA 70 m FITA team                                                                                    | debutant  |
| Tessa Appeldoorn               | roeien       | acht | 2e Spelen |
| Maarten Arens                  | judo         | klasse tot 81 kg                                                                                            | debutant  |
| Coby van Baalen-Dorrestein     | paardensport | dressuur individueel dressuur team                                                                          | debutant  |
| Madelon Baans                  | zwemmen      | 100 m schoolslag 4x100 m wisselslag estafette                                                               | 2e Spelen |
| Johnny Balentina               | honkbal      | herenteam                                                                                                   | 2e Spelen |
| Rob Barel                      | triatlon     | individueel                                                                                                 | debutant  |
| Michiel Bartman                | roeien       | dubbelvier                                                                                                  | 2e Spelen |
| Carin ter Beek                 | roeien       | acht | debutant  |
| Gijs van Beek                  | schieten     | kleiduiven skeet                                                                                            | debutant  |
| Patrick Beljaards              | honkbal      | herenteam                                                                                                   | debutant  |
| Chantal Beltman                | wielrennen   | wegwedstrijd                                                                                                | debutant  |
| Gillian van den Berg           | waterpolo    | damesteam                                                                                                   | debutant  |
| Peter Blangé                   | volleybal    | herenteam                                                                                                   | 4e Spelen |
| Rens Blom                      | atletiek     | polsstokhoogspringen                                                                                        | debutant  |
| Hellen Boering                 | waterpolo    | damesteam                                                                                                   | debutant  |
| Marloes Bolman                 | roeien       | twee zonder stuurvrouw                                                                                      | debutant  |
| Léon van Bon                   | wielrennen   | wegwedstrijd                                                                                                | 2e Spelen |
| Ellen Bontje                   | paardensport | dressuur individueel dressuur team                                                                          | 3e Spelen |
| Dillianne van den Boogaard     | hockey       | damesteam                                                                                                   | 2e Spelen |
| Kristie Boogert                | tennis       | enkelspel dubbelspel                                                                                        | debutant  |
| Marco Booij                    | waterpolo    | herenteam                                                                                                   | debutant  |
| Minke Booij                    | hockey       | damesteam                                                                                                   | debutant  |
| Bjørn Boom                     | waterpolo    | herenteam                                                                                                   | debutant  |
| Ageeth Boomgaardt              | hockey       | damesteam                                                                                                   | debutant  |
| Edith Bosch                    | judo         | klasse tot 70 kg                                                                                            | debutant  |
| Dick Boschman                  | schieten     | luchtgeweer                                                                                                 | debutant  |
| John den Braber                | wielrennen   | 4000 m ploegenachtervolging                                                                                 | 2e Spelen |
| Ken Brauckmiller               | honkbal      | herenteam                                                                                                   | debutant  |
| Bobbie Brebde                  | waterpolo    | herenteam                                                                                                   | debutant  |
| Bart Brentjens                 | wielrennen   | mountainbike                                                                                                | 2e Spelen |
| Jacques Brinkman               | hockey       | herenteam                                                                                                   | 4e Spelen |
| Carolijn Brouwer               | zeilen       | 470 klasse                                                                                                  | debutant  |
| Daniëlle de Bruijn             | waterpolo    | damesteam                                                                                                   | debutant  |
| Inge de Bruijn                 | zwemmen      | 50 m vrije slag 100 m vrije slag 100 m vlinderslag 4x100 m vrije slag estafette                             | 2e Spelen |
| Matthijs de Bruijn             | waterpolo    | herenteam                                                                                                   | debutant  |
| Chris Bruil                    | badminton    | mixed dubbelspel                                                                                            | debutant  |
| Lotte Bruil-Jonathans          | badminton    | dames dubbelspel                                                                                            | debutant  |
| Jaap-Derk Buma                 | hockey       | herenteam                                                                                                   | debutant  |
| Arie van de Bunt               | waterpolo    | herenteam                                                                                                   | 3e Spelen |
| Geert Cirkel                   | roeien       | acht | debutant  |
| Rob Cordemans                  | honkbal      | herenteam                                                                                                   | 2e Spelen |
| Jeffrey Cranston               | honkbal      | herenteam                                                                                                   | 2e Spelen |
| Albert Cristina                | volleybal    | herenteam                                                                                                   | debutant  |
| Michaël Crouwel                | honkbal      | herenteam                                                                                                   | debutant  |
| Quinten van Dalm               | badminton    | heren dubbelspel                                                                                            | debutant  |
| Julie Deiters                  | hockey       | damesteam                                                                                                   | debutant  |
| Femke Dekker                   | roeien       | twee zonder stuurvrouw                                                                                      | debutant  |
| Erik Dekker                    | wielrennen   | wegwedstrijd individuele tijdrit                                                                            | 3e Spelen |
| Jeroen Delmee                  | hockey       | herenteam                                                                                                   | 2e Spelen |
| Geert-Jan Derksen              | roeien       | acht | debutant  |
| Martijn Dieleman               | volleybal    | herenteam                                                                                                   | debutant  |
| Radhames Dijkhoff              | honkbal      | herenteam                                                                                                   | debutant  |
| Pieta van Dishoeck             | roeien       | dubbeltwee acht                                                                                             | debutant  |
| Hennie Dompeling               | schieten     | kleiduiven skeet                                                                                            | 4e Spelen |
| Mijntje Donners                | hockey       | damesteam                                                                                                   | 2e Spelen |
| Bas van Dooren                 | wielrennen   | mountainbike                                                                                                | debutant  |
| Corine Dorland                 | wielrennen   | mountainbike                                                                                                | debutant  |
| Jeroen Dubbeldam               | paardensport | springconcours individueel springconcours team                                                              | debutant  |
| Robert Eenhoorn                | honkbal      | herenteam                                                                                                   | debutant  |
| Gerard Egelmeers               | roeien       | skiff | debutant  |
| Gerritjan Eggenkamp            | roeien       | acht | debutant  |
| Marten Eikelboom               | hockey       | herenteam                                                                                                   | debutant  |
| Marit van Eupen                | roeien       | lichte dubbeltwee                                                                                           | debutant  |
| Rikkert Faneyte                | honkbal      | herenteam                                                                                                   | debutant  |
| Jessica Gal                    | judo         | klasse tot 57 kg                                                                                            | 3e Spelen |
| Piet-Hein Geeris               | hockey       | herenteam                                                                                                   | debutant  |
| Dennis van der Geest           | judo         | klasse boven 100 kg                                                                                         | debutant  |
| Carla Geurts                   | zwemmen      | 200 m vrije slag 400 m vrije slag 4x200 m vrije slag estafette                                              | 2e Spelen |
| Mike van de Goor               | volleybal    | herenteam                                                                                                   | 2e Spelen |
| Bas van de Goor                | volleybal    | herenteam                                                                                                   | 2e Spelen |
| Deborah Gravenstijn            | judo         | klasse tot 52 kg                                                                                            | debutant  |
| Chantal Groot                  | zwemmen      | 4x100 m vrije slag estafette 4x200 m vrije slag estafette 4x100 m wisselslag estafette                      | debutant  |
| Anky van Grunsven              | paardensport | dressuur individueel dressuur team                                                                          | 4e Spelen |
| Guido Görtzen                  | volleybal    | herenteam                                                                                                   | 2e Spelen |
| Arno Havenga                   | waterpolo    | herenteam                                                                                                   | 2e Spelen |
| Max van Heeswijk               | wielrennen   | wegwedstrijd                                                                                                | debutant  |
| Roy Heiner                     | zeilen       | soling klasse                                                                                               | 4e Spelen |
| Danny Heister                  | tafeltennis  | enkelspel dubbelspel                                                                                        | 2e Spelen |
| Thamar Henneken                | zwemmen      | 4x100 m vrije slag estafette 4x100 m wisselslag estafette                                                   | debutant  |
| Greg van Hest                  | atletiek     | marathon | debutant  |
| Erica van den Heuvel-van Dijck | badminton    | mixed dubbelspel                                                                                            | 3e Spelen |
| Edmée Hiemstra                 | waterpolo    | damesteam                                                                                                   | debutant  |
| Evert-Jan 't Hoen              | honkbal      | herenteam                                                                                                   | 2e Spelen |
| Tristan Hoffman                | wielrennen   | wegwedstrijd                                                                                                | 2e Spelen |
| Ewout Holst                    | zwemmen      | 4x100 m vrije slag estafette                                                                                | debutant  |
| Pieter van den Hoogenband      | zwemmen      | 50 m vrije slag 100 m vrije slag 200 m vrije slag 4x200 m vrije slag estafette 4x100 m wisselslag estafette | 2e Spelen |
| Wieke Hoogzaad                 | triatlon     | individueel                                                                                                 | debutant  |
| Nicole van Hooren              | badminton    | dames dubbelspel                                                                                            | debutant  |
| Amanda Hopmans                 | tennis       | enkelspel                                                                                                   | debutant  |
| Martin van der Horst           | volleybal    | herenteam                                                                                                   | 2e Spelen |
| Mark Huizinga                  | judo         | klasse tot 90 kg                                                                                            | 2e Spelen |
| Chairon Isenia                 | honkbal      | herenteam                                                                                                   | debutant  |
| Percy Isenia                   | honkbal      | herenteam                                                                                                   | debutant  |
| Eelco Jansen                   | honkbal      | herenteam                                                                                                   | 2e Spelen |
| Ronald Jansen                  | hockey       | herenteam                                                                                                   | 3e Spelen |
| Erik Jazet                     | hockey       | herenteam                                                                                                   | 2e Spelen |
| Bas de Jong                    | waterpolo    | herenteam                                                                                                   | 2e Spelen |
| Ferenc Jongejan                | honkbal      | herenteam                                                                                                   | debutant  |
| Rebekka Kadijk                 | volleybal    | beachvolleybal                                                                                              | debutant  |
| Patrick van Kalken             | judo         | klasse tot 66 kg                                                                                            | debutant  |
| Serge Kats                     | zeilen       | laser klasse                                                                                                | 2e Spelen |
| Trinko Keen                    | tafeltennis  | enkelspel dubbelspel                                                                                        | 2e Spelen |
| Joris Keizer                   | zwemmen      | 100 m vlinderslag 4x100 m wisselslag estafette                                                              | debutant  |
| Johan Kenkhuis                 | zwemmen      | 50 m vrije slag 100 m vrije slag 4x100 m vrije slag estafette 4x200 m vrije slag estafette                  | debutant  |
| Fleur van de Kieft             | hockey       | damesteam                                                                                                   | 2e Spelen |
| Karin Kienhuis                 | judo         | klasse tot 78 kg                                                                                            | 2e Spelen |
| Gijs Kind                      | roeien       | acht | debutant  |
| Dirk van 't Klooster           | honkbal      | herenteam                                                                                                   | debutant  |
| Marko Koers                    | atletiek     | 1500 m | 3e Spelen |
| Kirsten van der Kolk           | roeien       | lichte dubbeltwee                                                                                           | debutant  |
| Simon Kolkman                  | roeien       | lichte vier zonder stuurman                                                                                 | debutant  |
| Joost Kooistra                 | volleybal    | herenteam                                                                                                   | debutant  |
| Benno Kuipers                  | zwemmen      | 200 m schoolslag                                                                                            | 2e Spelen |
| Karin Kuipers                  | waterpolo    | damesteam                                                                                                   | debutant  |
| Patrick de Lange               | honkbal      | herenteam                                                                                                   | debutant  |
| Jos Lansink                    | paardensport | springconcours individueel springconcours team                                                              | 4e Spelen |
| Reily Legito                   | honkbal      | herenteam                                                                                                   | debutant  |
| Ingrid Leijendekker            | waterpolo    | damesteam                                                                                                   | debutant  |
| Dennis Lens                    | badminton    | heren dubbelspel                                                                                            | debutant  |
| Eric van der Linden            | triatlon     | individueel                                                                                                 | debutant  |
| Maarten van der Linden         | roeien       | lichte dubbeltwee                                                                                           | 2e Spelen |
| Dirk Lippits                   | roeien       | dubbelvier                                                                                                  | debutant  |
| Jurriaan Lobbezoo              | honkbal      | herenteam                                                                                                   | debutant  |
| Mia Lobman-Tjiptawan           | badminton    | enkelspel                                                                                                   | 2e Spelen |
| Bram Lomans                    | hockey       | herenteam                                                                                                   | 2e Spelen |
| Dennis Looze                   | triatlon     | individueel                                                                                                 | debutant  |
| Virginia Lourens               | taekwondo    | klasse tot 57 kg                                                                                            | debutant  |
| Ingrid van Lubek               | triatlon     | individueel                                                                                                 | debutant  |
| Kamiel Maase                   | atletiek     | marathon | debutant  |
| Remy Maduro                    | honkbal      | herenteam                                                                                                   | debutant  |
| Margriet Matthijsse            | zeilen       | europe klasse                                                                                               | 2e Spelen |
| Harry van der Meer             | waterpolo    | herenteam                                                                                                   | 3e Spelen |
| Patricia Megens-Libregts       | waterpolo    | damesteam                                                                                                   | debutant  |
| Elien Meijer                   | roeien       | acht | 2e Spelen |
| Mirjam Melchers                | wielrennen   | wegwedstrijd individuele tijdrit                                                                            | debutant  |
| Judith Meulendijks             | badminton    | enkelspel                                                                                                   | debutant  |
| Hensley Meulens                | honkbal      | herenteam                                                                                                   | debutant  |
| Adri Middag                    | roeien       | acht | 2e Spelen |
| Ralph Milliard                 | honkbal      | herenteam                                                                                                   | debutant  |
| Koos Moerenhout                | wielrennen   | wegwedstrijd individuele tijdrit                                                                            | debutant  |
| Fatima Moreira de Melo         | hockey       | damesteam                                                                                                   | debutant  |
| Jens Mouris                    | wielrennen   | 4000 m ploegenachtervolging                                                                                 | debutant  |
| Mirjam Müskens                 | taekwondo    | klasse tot 67 kg                                                                                            | debutant  |
| Mark Neeleman                  | zeilen       | star klasse                                                                                                 | 4e Spelen |
| Eeke van Nes                   | roeien       | dubbeltwee acht                                                                                             | 2e Spelen |
| Peter van Niekerk              | zeilen       | soling klasse                                                                                               | debutant  |
| Teun de Nooijer                | hockey       | herenteam                                                                                                   | 2e Spelen |
| Peter van der Noort            | roeien       | acht | debutant  |
| Reinder Nummerdor              | volleybal    | herenteam                                                                                                   | debutant  |
| Merijn van Oijen               | roeien       | acht | debutant  |
| Miriam Oremans                 | tennis       | enkelspel dubbelspel                                                                                        | debutant  |
| Mirjam Overdam                 | waterpolo    | damesteam                                                                                                   | debutant  |
| Heleen Peerenboom              | waterpolo    | damesteam                                                                                                   | debutant  |
| Wouter van Pelt                | hockey       | herenteam                                                                                                   | 3e Spelen |
| Wilbert Pennings               | atletiek     | hoogspringen                                                                                                | debutant  |
| Nelleke Penninx                | roeien       | acht | 2e Spelen |
| Silvia Pepels                  | triatlon     | individueel                                                                                                 | debutant  |
| Karla Plugge-van der Boon      | waterpolo    | damesteam                                                                                                   | debutant  |
| Martijntje Quik                | roeien       | acht | debutant  |
| Carla Quint                    | waterpolo    | damesteam                                                                                                   | debutant  |
| Erik Remmerswaal               | honkbal      | herenteam                                                                                                   | debutant  |
| Dirk de Ridder                 | zeilen       | soling klasse                                                                                               | debutant  |
| Nico Rienks                    | roeien       | acht | 5e Spelen |
| Wilma van Rijn-van Hofwegen    | zwemmen      | 50 m vrije slag 100 m vrije slag 4x100 m vrije slag estafette                                               | 2e Spelen |
| Dennis Rijnbeek                | zwemmen      | 4x100 m vrije slag estafette                                                                                | debutant  |
| Manon van Rooijen              | zwemmen      | 4x100 m vrije slagestafette 4x200 m vrije slag estafette                                                    | debutant  |
| Peter Schep                    | wielrennen   | 4000 m ploegenachtervolging                                                                                 | 2e Spelen |
| Debora Schoon-Kadijk           | volleybal    | beachvolleybal                                                                                              | 2e Spelen |
| Jos Schrier                    | zeilen       | star klasse                                                                                                 | 2e Spelen |
| Richard Schuil                 | volleybal    | herenteam                                                                                                   | 2e Spelen |
| Gerben Silvis                  | waterpolo    | herenteam                                                                                                   | debutant  |
| Diederik Simon                 | roeien       | dubbelvier                                                                                                  | 2e Spelen |
| Clarinda Sinnige               | hockey       | damesteam                                                                                                   | debutant  |
| Robert Slippens                | wielrennen   | koppelkoers 4000 m ploegenachtervolging                                                                     | 2e Spelen |
| Hanneke Smabers                | hockey       | damesteam                                                                                                   | debutant  |
| Minke Smabers                  | hockey       | damesteam                                                                                                   | debutant  |
| Bram Som                       | atletiek     | 800 m | debutant  |
| Ben Sonnemans                  | judo         | klasse tot 100 kg                                                                                           | 2e Spelen |
| Jeroen Spaans                  | roeien       | lichte vier zonder stuurman                                                                                 | debutant  |
| Danny Stam                     | wielrennen   | koppelkoers                                                                                                 | debutant  |
| Brenda Starink                 | zwemmen      | 100 m rugslag 4x100 m wisselslag estafette                                                                  | 2e Spelen |
| Orlando Stewart                | honkbal      | herenteam                                                                                                   | debutant  |
| Haike van Stralen              | zwemmen      | 4x200 m vrije slag estafette                                                                                | debutant  |
| Margje Teeuwen                 | hockey       | damesteam                                                                                                   | 2e Spelen |
| Arjen Teeuwissen               | paardensport | dressuur individueel dressuur team                                                                          | debutant  |
| Carole Thate                   | hockey       | damesteam                                                                                                   | 3e Spelen |
| Kimmo Thomas                   | waterpolo    | herenteam                                                                                                   | debutant  |
| Patrick Tolhoek                | wielrennen   | mountainbike                                                                                                | debutant  |
| Jan Tops                       | paardensport | springconcours individueel springconcours team                                                              | 4e Spelen |
| Gia Torchinava                 | worstelen    | vrije stijl, klasse tot 97 kg                                                                               | debutant  |
| Daphne Touw                    | hockey       | damesteam                                                                                                   | debutant  |
| Joris Trooster                 | roeien       | lichte vier zonder stuurman                                                                                 | debutant  |
| Lieja Tunks-Koeman             | atletiek     | kogelstoten                                                                                                 | debutant  |
| Eelco Uri                      | waterpolo    | herenteam                                                                                                   | 2e Spelen |
| Macha van der Vaart            | hockey       | damesteam                                                                                                   | debutant  |
| Stephan Veen                   | hockey       | herenteam                                                                                                   | 3e Spelen |
| Mark Veens                     | zwemmen      | 4x100 m vrije slag estafette 4x200 m wisselslag estafette                                                   | 2e Spelen |
| Myrna Veenstra                 | hockey       | damesteam                                                                                                   | debutant  |
| Marjan op den Velde            | waterpolo    | damesteam                                                                                                   | debutant  |
| Anneke Venema                  | roeien       | acht | 2e Spelen |
| Alexandra Verbeek              | zeilen       | 470 klasse                                                                                                  | debutant  |
| Jochem Verberne                | roeien       | dubbelvier                                                                                                  | debutant  |
| Alan Villafuerte               | gymnastiek   | trampoline                                                                                                  | debutant  |
| Kirsten Vlieghuis              | zwemmen      | 400 m vrije slag 800 m vrije slag                                                                           | 2e Spelen |
| Guus Vogels                    | hockey       | herenteam                                                                                                   | 2e Spelen |
| Henk Vogels                    | boogschieten | 70 m FITA 70 m FITA team                                                                                    | 2e Spelen |
| Robert van der Vooren          | roeien       | lichte vier zonder stuurman                                                                                 | debutant  |
| Albert Voorn                   | paardensport | springconcours individueel springconcours team                                                              | debutant  |
| Daniëlle Vriezema              | judo         | klasse tot 63 kg                                                                                            | debutant  |
| Simon Vroemen                  | atletiek     | 3000m steeplechase                                                                                          | debutant  |
| Diederik van Weel              | hockey       | herenteam                                                                                                   | debutant  |
| Sander van der Weide           | hockey       | herenteam                                                                                                   | debutant  |
| Ellen van der Weijden-Bast     | waterpolo    | damesteam                                                                                                   | debutant  |
| Marieke Westerhof              | roeien       | acht | 2e Spelen |
| Suzan van der Wielen           | hockey       | damesteam                                                                                                   | 2e Spelen |
| Nadezhda Wijenberg-Ilyina      | atletiek     | marathon | debutant  |
| Remco van Wijk                 | hockey       | herenteam                                                                                                   | 2e Spelen |
| Peter Windt                    | hockey       | herenteam                                                                                                   | debutant  |
| Marcel Wouda                   | zwemmen      | 100 m schoolslag 200 m wisselslag 4x100 m vrije slag estafette 4x200 m vrije slag estafette                 | 3e Spelen |
| Mark van der Zijden            | zwemmen      | 4x200 m vrije slag estafette                                                                                | 2e Spelen |
| Leontien Zijlaard-van Moorsel  | wielrennen   | wegwedstrijd individuele tijdrit individuele achtervolging puntenkoers                                      | 2e Spelen |
| Niels Zuidweg                  | waterpolo    | herenteam                                                                                                   | 2e Spelen |
| Wilco Zuijderwijk              | wielrennen   | 4000 m ploegenachtervolging puntenkoers                                                                     | debutant  |
| Martijn Zuijdweg               | zwemmen      | 200 m vrije slag 4x200 m vrije slag estafette                                                               | debutant  |
| Fred van Zutphen               | boogschieten | 70 m FITA 70 m FITA team                                                                                    | debutant  |
| Niels van der Zwan             | roeien       | acht | 3e Spelen |
| Klaas-Erik Zwering             | zwemmen      | 200 m rugslag 4x100 m wisselslag estafette                                                                  | debutant  |